# Sydafrikas fodboldlandshold
Sydafrikas fodboldlandshold er det nationale fodboldhold i Sydafrika og bliver administreret af South African Football Association. Holdet har deltaget i VM 3 gange og vundet African Nations Cup en gang. Holdet kaldes i folkemunde for "Bafana Bafana", der kan oversættes til "drengene". 
Sydafrika var værter for VM i 2010, men blev slået ud allerede efter indledende runde, efter at have opnået 4 point i de tre gruppekampe mod Mexico, Uruguay og Frankrig.